# Carla Lopes
Carla Lopes (Lisboa, 18 de junho de 1989) é uma ex-atriz portuguesa.
Participou na telenovela Chiquititas, da SIC, onde fez o papel de uma adolescente órfã - Cristina Correia, mais conhecida por Kiki - uma sonhadora que vive num mundo de fantasia.
Em setembro de 2007, ingressou na Faculdade de Belas Artes de Lisboa.

## Trabalhos
- 2007/08 Chiquititas… Kiki
- 2010/11 Lua Vermelha… Clara